# 夜画帳
『夜画帳』（やがちょう）は、Byeonduckによるボーイズラブ漫画作品。最新話は102話、及び特別編が3話が公開されている。（2022年4月現在）
44話で1部、76話で2部、102話で3部が完結している。WEB漫画サイトである『レジンコミックス』にて連載。現在書籍の巻数は全6巻で完結している。（2024年3月現在）
タテヨミスクロール方式でフルカラーのウェブトゥーンで、有料作品となっている。

## 概要
朝鮮時代を背景に、春画師と上級貴族のお坊ちゃんの恋愛を題材にしたボーイズラブ漫画。フルカラーで配信されている。激しい性描写と一部に暴力的なシーンがあり、18＋（18禁）ページにて配信されている。

## あらすじ
引退した春画師・ナミンの前に稀代の男色家で名家の長男・スンホが現れた。男同士の行為を描いたナミンの春画に魅了されたスンホは、嫌がる彼を無理やり自分の屋敷に連れていき、自分の情事を描くよう命令する。二度と男同士の絡み合いの絵は描かないと師匠の前で固く誓ったナミンだったが、権力者のスンホはナミンに絵を描かせようと追い詰め、やがて彼の興味はナミン自身に向けられていく。
番外編では貴族のナミンと庶民のスンホという設定である。従者のイノンに眼鏡を買ってやるため、貴族でありながら男同士の春画を描いては画商に売りに行くナミン。そこへ人でなしの男色家、スンホが現れるというストーリー。

## 登場人物
声は、PVの担当声優。
ペク・ナミン
声 - 斉藤壮馬
4月20日生まれ　身長174cm
赤ん坊の時、捨てられていたところを妓生小屋の長に拾われ我が子のように育てられてきたが、絵の才能を見い出し、食いぶちを稼ぐために男同士の春画を描いていた。だがある時を境に絵をやめて酒浸りになっていたところ、ユン・スンホにさらわれ屋敷に半監禁状態にされ、春画を描くように脅迫される。よく泣いてしまうが、恩師をバカにされると歯向かうという命知らずな一面も。好きな食べ物は韓菓（ハングァ）。
ユン・スンホ
声 - 興津和幸
1月15日生まれ　身長188cm
上位階級の大監（テガム）の長男。稀代の男色家であり、昼夜問わず男色に明け暮れていた。ナミンの春画を偶然目にしてからは、それがなければ夜の営みが考えられなくなるほどに。性格は冷徹極まりなく、目的達成のために従者を斬り殺すことも。嫌がるナミンに無理やり春画を描かせようとする。
イ・チファ
8月25日生まれ　身長181cm
ユン・スンホの情事相手の一人で、スンホとは幼馴染の関係。スンホに想いを寄せている。嫉妬深い性格で、スンホに執着されるナミンに嫌がらせをする。
チョン・イノン
12月12日生まれ　身長185cm
ナミンに読み書きを教えていたお師匠さん。近視のため眼鏡をかけている。ナミンが春画を描くことを叱り、結果的にナミンが筆を折るきっかけとなった。学問の素養はあるが後ろ盾がなく、村の子供達に手習い師匠を務めている。
ユン・スンウォン
ユン・スンホの弟。
ヨンデ
スンホの小間使いの男。スンホが幼い頃から仕えている。スンホの命令が第一ではあるが、ナミンを案じている様子がうかがえる。
ヒナ
妓生であり、ナミンの姉。

## 配信状況
『レジンコミックス』で日韓同時に週間連載されており、毎週金曜日に更新されている。
3部からはクオリティ維持のため4回に1度休載するとしている。
なお週間連載ではないが『めちゃコミック』、『コミックシーモア』『Renta』、でも取り扱っている。
『まんが王国』では通常の漫画のようなコマ割りで読むことができ、『コミックシーモア』ではタテヨミとコマ割りの両方を扱っている。
朝鮮語版、英語版、日本語、タイ語版があり、中国語では繁体字に訳され書籍が出版されている。
各言語のタイトルは以下である。
朝鮮語版　『야화첩』
英語版、タイ語版　『Painter of the Night』
日本語版　『夜画帳』
中国語（繁体字）『夜畫帳』

## 書籍情報
- Byeonduck 『夜画帳』 フロンティアワークス〈ダリアコミックスユニ〉、既刊7巻（2024年10月22日）
  1. 2021年3月20日第1刷発行（2021年3月22日発売[1]）、ISBN 978-4-86657-431-8
  2. 2021年12月22日発売[2]、ISBN 978-4-86657-502-5
  3. 2022年6月22日発売[3]、ISBN 978-4-86657-553-7
  4. 2023年3月22日発売[4]、ISBN 978-4-86657-619-0
  5. 2023年9月22日発売[5]、ISBN 978-4-86657-695-4
  6. 2024年3月22日発売[6]、ISBN 978-4-86657-746-3
  7. 2024年10月22日発売[7]、ISBN 978-4-86657-798-2